# Neoplocaederus cineraceus
Neoplocaederus cineraceus là một loài bọ cánh cứng trong họ Cerambycidae.